# Хогэн
Хогэн (яп. 保元 хогэн, хо:гэн) — девиз правления (нэнго) японских императоров Го-Сиракава и Нидзё, использовавшийся с 1156 по 1159 год .

## Продолжительность
Начало и конец эры:
- 27-й день 4-й луны 3-го года Кюдзю (по юлианскому календарю — 18 мая 1156);
- 20-й день 4-й луны 4-го года Хогэн (по юлианскому календарю — 9 мая 1159).

## Происхождение
Название нэнго было заимствовано из классического древнекитайского сочинения «Янь-ши цзя сюнь» (кит. трад. 顏氏家訓, упр. 颜氏家训, пиньинь Yán shì jiāxùn, буквально: «Домашние наставления г-на Янь») пера Янь Чжи-туя (531—591):「以保元吉也」」.

## События
События того времени легли в основу «Сказания о годах Хогэн» (Хогэн-моногатари).
- 20 июля 1156 (2-й день 7-й луны 1-го года Хогэн) — император-затворник Тоба скончался в возрасте 54 лет[5];
- 28 июля — 16 августа 1156 года (10-й — 29-й дни 7-й луны 1-го года Хогэн) — Смута годов Хогэн[6];
- 1156 год (9-я луна 1-го года Хогэн) — найдайдзин Фудзивара-но Санэёси стал садайдзином; освободившееся место найдайдзина занял дайнагон Фудзивара-но Корэмити. Послевоенное время сменилось спокойствием, и император лично руководил правительством. Для принятия челобитных и жалоб в Киото было построено специальное здание, как и во времена императора Го-Сандзё[7];
- 1157 год (8-я луна 2-го года Хогэн) — Сандзё Санэюки был отстранен от должности дайдзё-дайдзина; в том же месяце скончался садайдзин Санэёси. Удайдзин Фудзивара-но Мунэсукэ был наречён дайдзё-дайдзином, надайдзин Корэмити — садайдзином, Фудзивара-но Морэсанэ (15-летний сын кампаку Фудзивары-но Тадамити) стал удайдзином, дайнагон Сандзё Кинори (сын Сандзё Санэюки) получил должность найдайдзина[7];
- 1157 год (10-я луна 2-го года Хогэн) — заложен фундамент огромной приёмной (дайри) во дворце; подобной структуры в резиденции государя не было со времён императора Сиракава[7];
- 6 августа 1158 года (11-й день 8-й луны 3-го года Хогэн) — император Го-Сиракава отрёкся от престола; власть перешла к его старшему сыну[7];
- 1158 год (8-я луна 4-го года Хогэн) — на престол взошёл новый император Нидзё[8].

## Сравнительная таблица
Ниже представлена таблица соответствия японского традиционного и европейского летосчисления. В скобках к номеру года японской эры указано название соответствующего года из 60-летнего цикла китайской системы гань-чжи. Японские месяцы традиционно названы лунами.
| 1-й год Хогэн (Огненная Крыса)  | 1-я луна        | 2-я луна*  | 3-я луна  | 4-я луна* | 5-я луна  | 6-я луна*              | 7-я луна  | 8-я луна   | 9-я луна*   | 9-я луна (високосная) | 10-я луна* | 11-я луна     | 12-я луна*     |
| ------------------------------- | --------------- | ---------- | --------- | --------- | --------- | ---------------------- | --------- | ---------- | ----------- | --------------------- | ---------- | ------------- | -------------- |
| Юлианский календарь             | 24 января 1156  | 23 февраля | 23 марта  | 22 апреля | 21 мая    | 20 июня                | 19 июля   | 18 августа | 17 сентября | 16 октября            | 15 ноября  | 14 декабря    | 13 января 1157 |
| 2-й год Хогэн (Огненный Бык)    | 1-я луна        | 2-я луна*  | 3-я луна  | 4-я луна* | 5-я луна  | 6-я луна*              | 7-я луна  | 8-я луна*  | 9-я луна    | 10-я луна             | 11-я луна  | 12-я луна*    |                |
| Юлианский календарь             | 11 февраля 1157 | 13 марта   | 11 апреля | 11 мая    | 9 июня    | 9 июля                 | 7 августа | 6 сентября | 5 октября   | 4 ноября              | 4 декабря  | 3 января 1158 |                |
| 3-й год Хогэн (Земляной Тигр)   | 1-я луна        | 2-я луна*  | 3-я луна* | 4-я луна  | 5-я луна* | 6-я луна*              | 7-я луна  | 8-я луна*  | 9-я луна    | 10-я луна             | 11-я луна  | 12-я луна*    |                |
| Юлианский календарь             | 1 февраля 1158  | 3 марта    | 1 апреля  | 30 апреля | 30 мая    | 28 июня                | 27 июля   | 26 августа | 24 сентября | 24 октября            | 23 ноября  | 23 декабря    |                |
| 4-й год Хогэн (Земляной Кролик) | 1-я луна        | 2-я луна   | 3-я луна* | 4-я луна* | 5-я луна  | 5-я луна* (високосная) | 6-я луна* | 7-я луна   | 8-я луна*   | 9-я луна              | 10-я луна  | 11-я луна     | 12-я луна*     |
| Юлианский календарь             | 21 января 1159  | 20 февраля | 22 марта  | 20 апреля | 19 мая    | 18 июня                | 17 июля   | 15 августа | 14 сентября | 13 октября            | 12 ноября  | 12 декабря    | 11 января 1160 |

* звёздочкой отмечены короткие месяцы (луны) продолжительностью 29 дней. Остальные месяцы длятся 30 дней.